# Гоблины (фильм)
Гоблины (англ. Ghoulies) — американский фильм ужасов 1985 режиссера Лука Берковича и это первый фильм режиссёра. Это первый в серии фильмов Гоблины (серия фильмов) и у фильма последовало три продолжения.

## Сюжет
Во время церемонии в сатанинским культом лидер Малкольм собирается пожертвовать своим ребенком по имени Джонатан Грейвс, когда его мать Анастасия ставит талисман вокруг его шеи, которая шокирует Малкольма. Он приказывает участнику забрать ребенка и вместо этого жертвует своей женой. В какой-то момент Малкольм умер, а секта распалась. Двадцать пять лет спустя взрослый Джонатан и его подруга Ребекка наследуют имущество его умершего отца, где они находят несколько книг по магии и подвал, полный на сатанискую тему. Когда они позже устраивают вечеринку и приглашают своих друзей, Джонатан набирает их для выполнения ритуал в подвале для развлечения. Все уходят, когда ничего не происходит, но маленькое существо начинает действовать в подвале.
На следующий день Джонатан рассказывает Ребекке о своем решении бросить колледж и вместо этого работать в поместье, о чем она выражает обеспокоенность. При уборке дома призрак Малкольма влияет на Джонатана, чтобы он пошел в подвал, чтобы совершить ритуал. Беспокойство Ребекки растет, когда Джонатан отказывается есть. В тот вечер он вызывает в своем воображении нескольких существ, называемых Гули, и провозглашает себя их хозяином, требуя, чтобы они скрывали свое существование от всех, кроме него. Однажды Ребекка приходит домой и обнаруживает, что Джонатан совершает ритуал. Он объясняет, что пытается узнать о своих родителях, которых он никогда не выдел, и обещает остановить себя. Пока они оба лежат в постели, существо Гули тайно рисует оккультную диаграмму под кроватью, которая побуждает Джонатана петь на другом языке, и Ребекка бросает его.
Джонатан вызывает на службу двух гномов по имени Гриззель и Гредигут, которые обещают дать ему все, что он захочет. Они объясняют, что он должен совершить опасный ритуал с семью другими людьми, чтобы получить знания и силу, которые он ищет. Позже Ребекка возвращается и просит Джонатана уйти с ней, но он отказывается. Затем он открывает ей свои светящиеся глаза, и она убегает, но гномы завораживают ее, чтобы она вернулась к Джонатану. И Джонатан приглашает своих друзей и заставляет их участвовать в ритуале. После церемонии друзья Джонатана остаются на ночь.
Малкольм провозглашает себя настоящим хозяином гули и гномов и приказывает им убить группу. Тем временем Джонатан извиняется перед Ребеккой и разрушает заклинание, надевая талисман на ее шею, но она глубоко засыпает. В конце концов она просыпается, чтобы увидеть Джонатана в трансе, и убегает. После того, как она удаляет талисман вокруг своей шеи, упыри нападают на нее, и она падает вниз по лестнице. Джонатан приводит ее в подвал, чтобы воскресить ее, где он находит трупы своих друзей под простынями.
Малкольм появляется вместе с гномами, показывая, что он использовал Джонатана, чтобы воскресить его, чтобы захватить его молодость и пожертвовать собой. Когда начинается битва, Малкольм воскрешает Ребекку, чтобы отвлечь Джонатана, но гномы предупреждают его о ловушке. Вольфганг появляется со своими способностями и борется с Малкольмом. Дом начинает рушиться, и Вольфганг побеждает Малкольма, прежде чем они оба исчезнут. Друзья Джонатана и Ребекка воскресли, и они убегают, чтобы уехать, пока гномы смотрят. Когда уежая друзья с Джонатаном и Ребеккой, Майк спрашивает о том, что случилось, но Джонатан уверяет его, что все закончено. Тем не менее, Майк встревожен, когда существа Гули встают позади него.

## В ролях
- Питер Ляпис — Джонатан Грейвс
- Лиза Пеликан — Ребекка
- Майкл Де Барр — Малкольм Грейвс
- Джек Нэнс — Вольфганг
- Питер Риш — Гриззель
- Тамара Де Тро — Гридигут
- Скотт Томсон — Майк
- Ральф Сеймур — Марк «Мальчик-жаба»
- Маришка Харгитей — Донна
- Кит Джо Дик — Дик

## Производство
Съёмочный период начался 30 января 1984 года в особняке Уоттлз, который служил основным местом действия фильма, в Лос-Анджелесе, штат Калифорния, после пяти месяцев подготовки к съёмкам.

## Критика
Винсент Кэнби из The New York Times назвал фильм «урезанными „Гремлинами“» с «большим количеством плохо смоделированной крови».